# فرنسيس ر. سميث
فرنسيس ر. سميث (بالإنجليزية: Francis R. Smith)‏ هو سياسي أمريكي، ولد في 25 سبتمبر 1911 في الولايات المتحدة، وتوفي في 9 ديسمبر 1982. حزبياً، نشط في الحزب الديمقراطي. وقد انتخب عضو مجلس النواب الأمريكي.